# Rechargement de plage

Stratégies d'adaptation aux changements climatiques pour diminuer les risques face à l'élévation du niveau marin pour les communautés côtières : ➀ pas de réponse ; ② protection avancée ; ③ ajustement ; ④ avancée ; ⑤ retrait ; ⑥ adaptation basée sur les écosystèmes (rechargement).

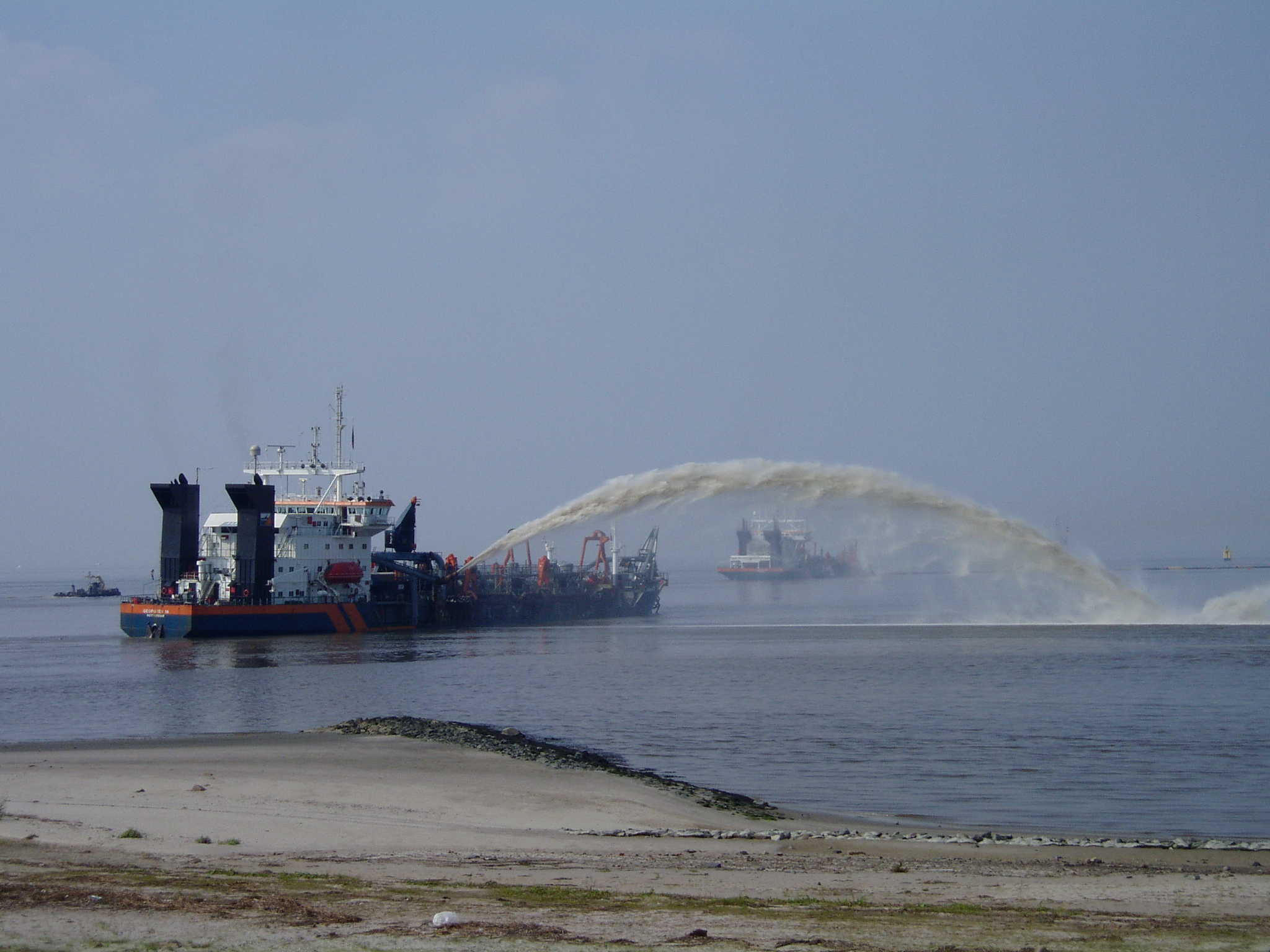
La drague à élinde traînante Geopotes 14 émet une « pluie de sable » aux Pays-Bas.

Le rechargement de plage, appelé aussi recharge de plage, rechargement sédimentaire, alimentation artificielle des plages en sédiments ou réensablement, est une technique d'ingénierie de défense côtière qui consiste à apporter des sédiments (généralement du sable de reconstitution, parfois des galets) perdus du fait de l'érosion côtière, de la dérive littorale et des impacts anthropiques (présence d’ouvrages de défense). Cette technique permet de rétablir un profil d’équilibre de la plage, de lutter contre l'érosion côtière due aux vagues de tempête (effet de « zone tampon » par dissipation de l'énergie dans la zone de la houle), de maintenir des estrans larges et par conséquent de préserver des usages (activités de récréation) et des enjeux (protection des bâtiments et des terres adjacentes). Le rechargement peut être ponctuel dans le temps ou se faire régulièrement, après chaque hiver par exemple.
Selon la configuration du littoral, l'historique et les choix stratégiques, les acteurs de la gestion du trait de côte peuvent opter pour la recharge de plage qui est généralement classée dans les techniques d'ingénierie douce (en) faisant intervenir des processus naturels (adaptation fondée sur les écosystèmes telle que la restauration de dunes, des zones humides), par opposition à celles d'ingénierie dure (en) (digue, épi, brise-lames…),
Des îles artificielles peuvent également être construites quand l'environnement le permet, par exemple dans le golfe Persique[réf. souhaitée]. 

## Questions environnementales
Le rechargement des plages a des impacts importants sur les écosystèmes locaux, le sable dispersé peut entraîner la mort de nombreux organismes qui se retrouvent enterrés sous du sable neuf. L'habitat du fond marin est perturbé, par exemple, sur les récifs coralliens ou lorsque le sable déposé durcit. Le sable importé peut avoir une composition différente (chimique, granulométrie, etc.). La luminosité peut être réduite ce qui affecte les récifs voisins et la végétation aquatique submergée. Le sable importé peut contenir des matières toxiques pour les espèces locales. Le lieu de prélèvement peut aussi être perturbé. La pente des côtes submergées est modifiée, ce qui peut déstabiliser le rivage. Les tentatives destinées à réduire l'érosion peuvent donner un faux sentiment de sécurité et ainsi augmenter le développement de l'urbanisation.

### Les tortues de mer
Le nouveau sable peut durcir et compliquer le creusement de nidification des tortues. Cependant, il peut aussi leur fournir un meilleur habitat, ainsi que pour les oiseaux de mer et la flore locale. En Floride un dispositif a été élaboré pour aspirer du sable à travers une grille sans prendre les tortues.

## Coûts
Les diverses politiques de défense côtière par recharge artificielle des plages nécessitent d'importants moyens techniques (dragues, pompes), financiers et humains. De plus, le rechargement en sable ou en galets ne peut empêcher les effets de la houle et des marées incessantes d'exercer leur inlassable érosion, nécessitant des campagnes régulières, complétées par des recharges massives lors des tempêtes. Enfin, les coûts investis pour cette protection peuvent être supérieurs à la valeur des biens défendus et ne cesseront d'augmenter face à l'élévation attendue du niveau de la mer.

## Histoire
Le premier projet de ce genre aux États-Unis était à Coney Island, New York en 1922-1923,.

## Mesurer l'impact du projet
Les projets de reconstitution de plages sont couramment défendus par les communautés locales pour leurs supposées retombées économiques. Mais les études d'impact économique existantes apparaissent peu convaincantes. Souvent la dépense touristique est estimée par un simple facteur proportionnel en rapport de la surface des plages (cela ne peut être correcte, une partie des dépenses générées par la nouvelle surface disponible est un simple déplacement de dépenses d'une autre partie de l'aire d'étude). Plus fondamentalement, le fait que la plage ait donné lieu à X euros de transactions additionnelles ne dit rien sur les bénéfices qu'en tire la collectivité (ne serait-ce que parce que la production correspondante a un coût). Il est donc plus correct d'utiliser l'Analyse Coûts-Avantages comme cela est fait souvent aux États-Unis et dans d'autres pays.